# Франческо Гвичардини
Франческо Гвичардини (итал. Francesco Guicciardini; 1483 — 1540) је био фирентински историчар и државник.
Сматра се зачетником модерне историје, због коришћења званичне документације у свом чувеном делу Историја Италије. Поред Историје Италије од осталих познатих дела треба споменути Историја Фиренце, Разматрања о разговорима Макијавалија, Политичке и грађанске успомене.